# Huaylas (província)
Huaylas é uma província do Peru localizada na região de  Ancash. Sua capital é a cidade de Caraz.

## Distritos da província
- Caraz
- Huallanca
- Huata
- Huaylas
- Mato
- Pamparomas
- Pueblo Libre
- Santa Cruz
- Santo Toribio
- Yuracmarca